# Ayumi Anime
Ayumi Anime (Jersón, Ucrania; 17 de octubre de 1989) es una cantante y compositora, así como actriz pornográfica y modelo erótica, ucraniana, nacionalizada estadounidense, de origen surcoreano.

## Biografía
Nació en la ciudad ucraniana de Jersón, capital del óblast homónimo, en octubre de 1989, cuando todavía existía políticamente la República Socialista Soviética de Ucrania, en el seno de una familia inmigrante surcoreana. Se graduó en la Universidad de Kiev, donde estudió Lenguas románicas (especialidad francés) y se estableció en Moscú durante cinco años, donde comenzó una carrera como modelo, publicitándose para marcas reconocidas como Nike, Calvin Klein, Chanel o H&M, entre otras.
Llegó a participar en el certamen de belleza de Miss Eurasia en el año 2015, representando a Corea, quedando entre las finalistas y llevándose los premios a Miss Talento y Miss National Costume.
Tras una breve estancia en Francia, se asentó en los Estados Unidos, donde insatisfecha por el modelaje convencional, decidió probar suerte en la industria pornográfica, poniéndose en contacto por la agencia de Larry Flynt, en Beverly Hills, con la que consiguió su debut como actriz pornográfica en mayo de 2017, a los 28 años.
Como actriz ha trabajado con productoras como ManyVids, Cherry Pimps, Filly Films, Adam & Eve, Hustler, Brazzers, Girlfriends Films, Jules Jordan Video, Twistys, Digital Sin, Mofos, Sweetheart Video o Girlsway, entre otras.
En octubre de 2017 fue elegida Penthouse Pets de la revista Penthouse.
La gran mayoría de sus escenas han tenido un contenido lésbico, temática por la que fue nominada en los Premios AVN en las categorías de Artista lésbica del año y a la Mejor escena de sexo lésbico en grupo, junto a Jade Luv y Brenna Sparks, por No Man's Land: 3 Way Lesbians.
En 2019 comenzó su carrera como artista musical, lanzando en noviembre su primer sencillo como cantante, Get Me High.
Ha rodado más de 100 películas como actriz.

## Premios y nominaciones
| Año  | Ceremonia         | Resultado | Premio                                | Trabajo                       |
| ---- | ----------------- | --------- | ------------------------------------- | ----------------------------- |
| 2018 | Premios XBIZ      | Nominada  | Estrella web del año                  | —                             |
| 2019 | Premios AVN       | Nominada  | Artista lésbica del año               | —                             |
| 2019 | Premios AVN       | Nominada  | Estrella clip indie favorita          | —                             |
| 2019 | Premios AVN       | Nominada  | Mejor escena de sexo lésbico en grupo | No Man's Land: 3 Way Lesbians |
| 2019 | Spank Bank Awards | Nominada  | Asian Empress of the Year             | —                             |
| 2019 | Spank Bank Awards | Nominada  | Tiniest Vag                           | —                             |